# Lekkoatletyka na Letnich Igrzyskach Olimpijskich 1900 – bieg na 5000 metrów drużynowo mężczyzn
Bieg na 5000 m drużynowo na igrzyskach olimpijskich w 1900 w Paryżu rozegrano 22 lipca 1900 w Lasku Bulońskim. Startowały zespoły złożone z pięciu zawodników. Biegacze uzyskiwali liczbę punktów równą miejscu, które zajęli w biegu. Zespół z najmniejszą liczbą punktów zwyciężał.
Zgłosiły się tylko dwa zespoły: Francja i drużyna mieszana. Ta ostatnia składała się z 4 lekkoatletów brytyjskich, którzy dla skompletowania składu najpierw namawiali Kanadyjczyka George'a Ortona, a gdy nie zgodzili się na niego sędziowie, Australijczyka Stanleya Rowleya. Byli przekonani, że zwyciężą niezależnie od wyniku Rowleya. Rowley zgodził się startować pomimo braku doświadczenia w bieganiu na długich dystansach.
Bieg odbył się na bieżni o obwodzie 500 m. Był to jedyny przypadek rozegrania tej konkurencji na igrzyskach olimpijskich. W 1900 nie rozegrano natomiast biegu na 5000 m w konkurencji indywidualnej.

## Finał

### Wyniki indywidualne
| Poz. | Zawodnik          | Kraj            | Wynik    | Uwagi  |
| ---- | ----------------- | --------------- | -------- | ------ |
| 1.   | Charles Bennett   | Wielka Brytania | 15:29,2  |        |
| 2.   | John Rimmer       | Wielka Brytania | nieznany |        |
| 3.   | Henri Deloge      | Francja         | nieznany |        |
| 4.   | Gaston Ragueneau  | Francja         | nieznany |        |
| 5.   | Jean Chastanié    | Francja         | nieznany |        |
| 6.   | Sidney Robinson   | Wielka Brytania | nieznany |        |
| 7.   | Alfred Tysoe      | Wielka Brytania | nieznany |        |
| 8.   | Paul Castanet     | Francja         | nieznany |        |
| 9.   | Albert Champoudry | Francja         | nieznany |        |
| 10.  | Stanley Rowley    | Australia       | DNF      | 3,5 km |

### Wyniki drużynowe
| lp | Drużyna          | Punkty |
| -- | ---------------- | ------ |
| 1  | Drużyna mieszana | 26     |
| 2  | Francja          | 29     |

Rowley, który był sprinterem, po przebiegnięciu pierwszego okrążenia zaczął iść i kontynuował marsz, dopóki dziewiąty zawodnik (Champoudry)  nie przekroczył linii mety. Wówczas sędziowie pozwolili Rowleyowi zejść z bieżni klasyfikując go na ostatnim, 10. miejscu (brakowało mu wówczas 1500 m do ukończenia konkurencji). Pozostałych zawodników na początku prowadził Rimmer przed Bennettem. Po 3000 m odpadli z grupy najpierw Castanet i Champoudry, a potem Robinson i Tysoe. Po 4000 m Rimmer i Bennett oderwali się od trójki Francuzów. Na ostatnim okrążeniu Bennett wyprzedził Rimmera.